# Atenògenes
Atenògenes fou un màrtir cristià. Sant Basili esmenta que va deixar un himne als seus amics quan va anar a morir. La seva època no s'ha pogut establir però hi ha diverses teories i probablement fou del segle ii.